# Gerhard Kierstein
Gerhard Kierstein (* 18. November 1937 in Damerau, Ostpreußen; † 2013) war ein deutscher Maler und Grafiker.

## Leben und Werk
Die Familie Kiersteins kam in der Folge des Zweiten Weltkriegs 1945 als Vertriebene in die Sowjetische Besatzungszone. Er absolvierte bis 1958 die Erweiterte Oberschule. Nach dem Abitur studierte er von 1958 bis 1962 bei Herbert Wegehaupt an der Ernst-Moritz-Arndt-Universität Greifswald Kunsterziehung. Anschließend arbeitete er bis 1968 in Semlow und Greifswald als Kunsterzieher. Von 1968 bis 1972 studiert er bei Günther Brendel an der Kunsthochschule Berlin-Weißensee Malerei. Von 1974 bis 1976 hatte er dort bei Arno Mohr eine Aspirantur. Danach arbeitete er in Berlin als freischaffender Maler und Grafiker. Er war bis 1990 Mitglied des Verbands Bildender Künstler der DDR.

## Werke (Auswahl)
- Autobahn (1975, Aquatinta-Radierung, 24,5 × 32,2 cm)[1]
- o. T. / Zur Entstehung des Stadtbezirks Marzahn (1978, Aquatinta-Radierung, 18,5 × 29,2 cm)[2]

## Ausstellungen

### Einzelausstellungen
- 1980: Ballenstedt

### Teilnahme an Ausstellungen
- 1974 bis 1989: Berlin, sieben Bezirkskunstausstellungen
- 1980: Berlin, Ausstellungszentrum am Fernsehturm („Günther Brendel und seine Schüler“)
- 1986: Magdeburg, Kloster Unser Lieben Frauen („Grafik in den Kämpfen unserer Tage“)